# Pleistorallus flemingi
Pleistorallus flemingi är en utdöd fågel i familjen rallar inom ordningen tran- och rallfåglar. Den beskrevs 1997 utifrån fossila lämningar från pleistocen funna i Nya Zeeland.